# 車山高原スキー場

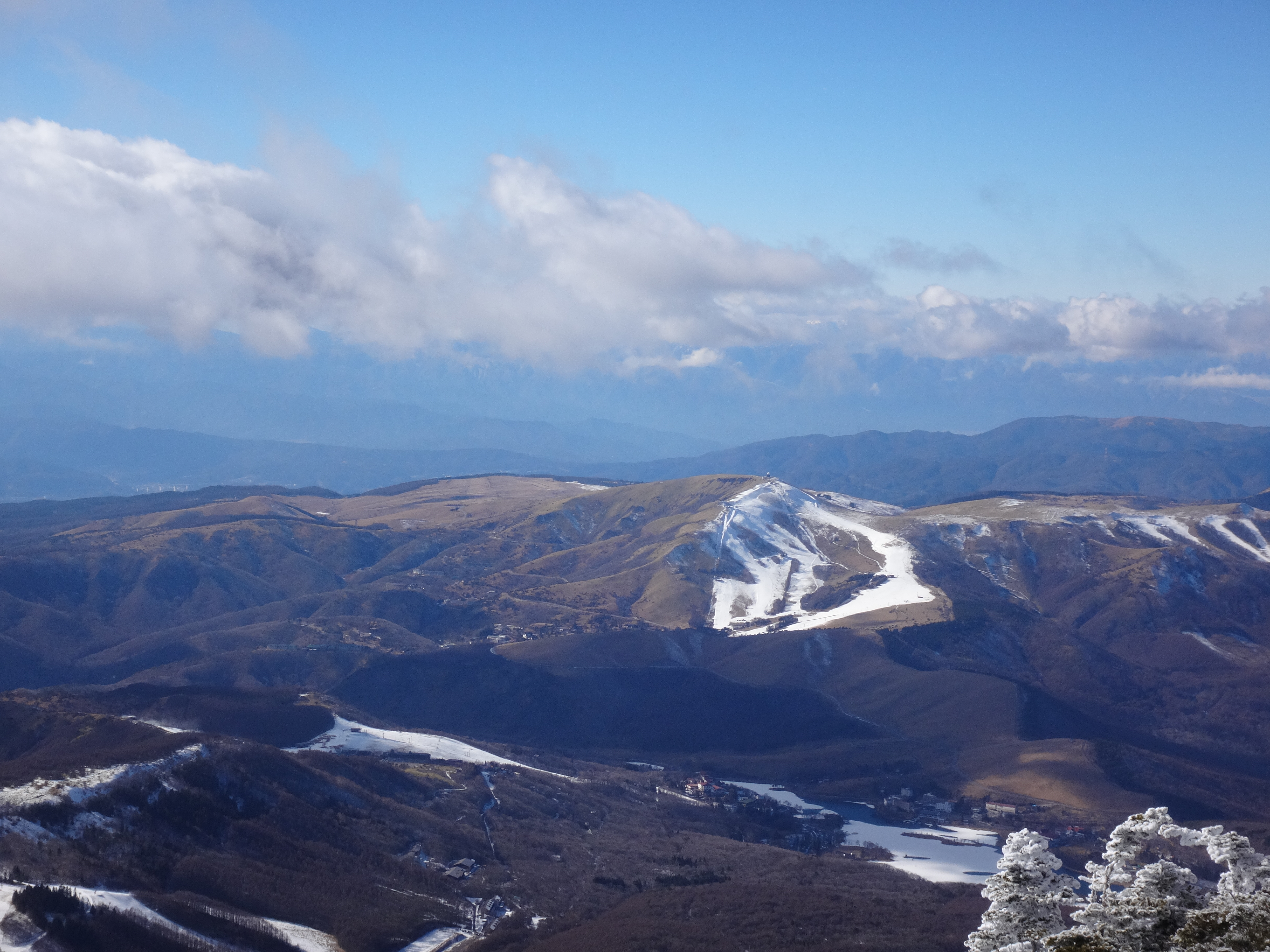
霧ヶ峰と車山高原スキー場（中央右）

車山高原スキー場（くるまやまこうげん-じょう）は、信州綜合開発観光が運営する長野県茅野市にあるスキー場である。車山高原スカイパークスキー場とも。スノーボードは全面滑走可能のほか、夏季は避暑地として車山高原スカイパークリゾートとして運営され、索道も通年運航されている。

## 概要
ゲレンデは日本百名山の霧ヶ峰の主峰である車山の北東斜面に広がっている。降雪量はあまり多くはないが、標高と内陸故、気温は常に低く人工降雪機により安定した雪量と雪質をたもっている。
ゲレンデ正面には蓼科山、白樺湖、美ヶ原の眺望が良いほか、山頂付近からは富士山、北アルプス、南アルプス、中央アルプス、八ヶ岳、浅間山連峰など周囲の山々の眺望が魅力である。
白樺湖、霧ヶ峰周辺のスキー場のなかではエリアが広く、盟主的な存在となっており、週末などは混みあう。
またスキー、スノーボードの他、スノーシューによる霧ヶ峰周辺のトレッキングも楽しむことができ、それを目的で来場する人も多い。

## コース
9本のリフトにより、8本のコースが設定されている。初心者でもゲレンデ山頂（車山山頂）から滑り降りれる構成となっている。モーグルバーン、ナイター設備、スノーパークを備える。
ただしスノーパークはキッカーがぶち上げ系であり捲られやすく、更にアイスバーン率が高く怪我をしやすいので要注意。
- ファミリーコース (900m)
- パノラマコース (2,000n)
- スラロームコース (400m)
- かめさんコース (600m)
- トレビアンコース (650m)
- ビーナスコース (1,050m)
- スポーツマンコース (750m,非圧雪)
- アップルヒルコース (300m)

## リフト

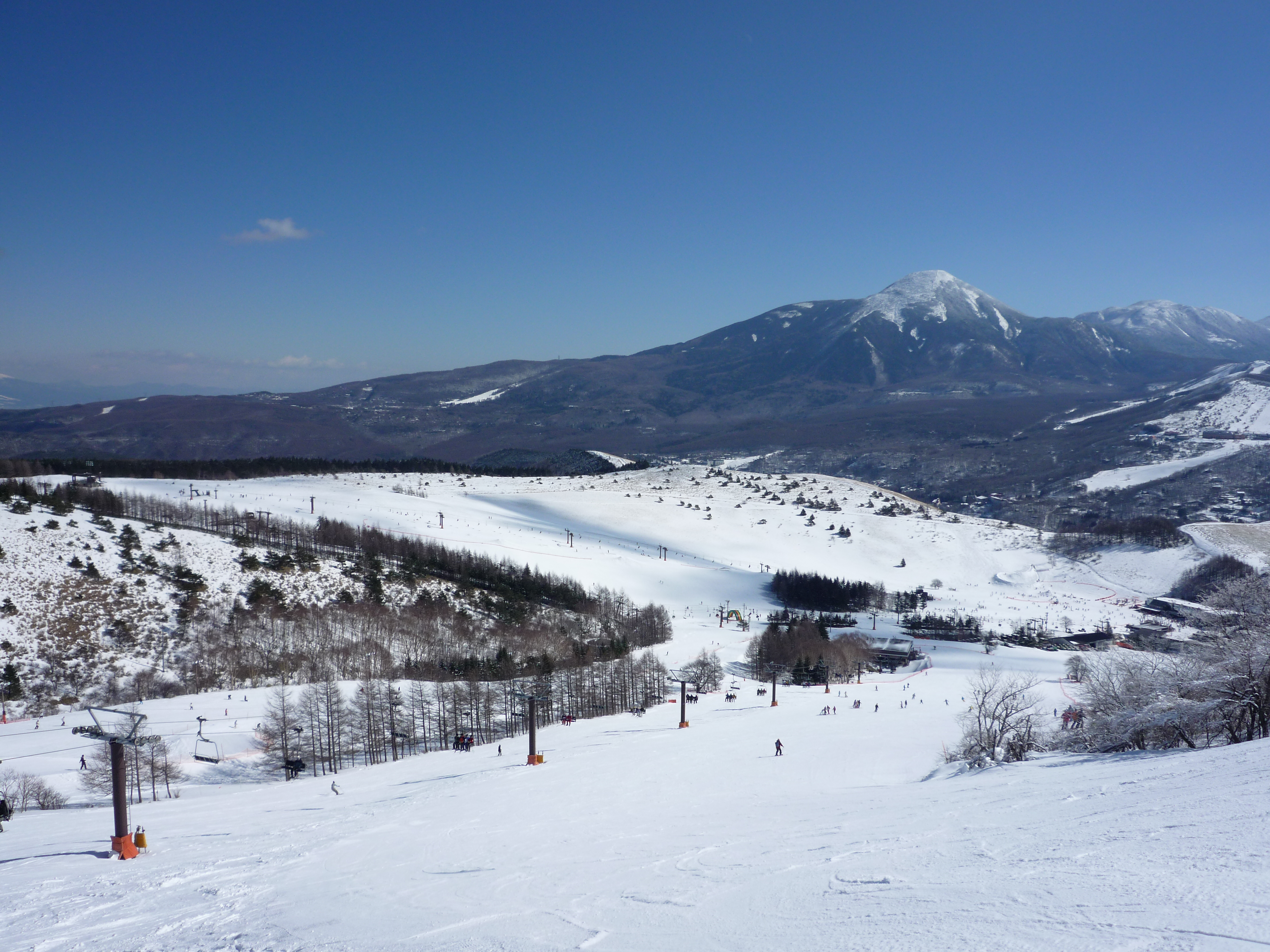
ほぼ全てのコースから蓼科山（右後方）を眺望できる

- 高速4人乗りクワッドリフト3基
  - スカイライナー(730m)
  - スカイジェッター(551m)
  - スカイパノラマ(869m)
- ペアリフト6基
  - 第4ロマンス(950m)
  - 第5ロマンスA線(393m)
  - 第5ロマンスB線(393m)
  - 第6ロマンス(593m)
  - 第7ロマンス(521m)
  - 第8ロマンス(474m)

## 歴史
- 1965年 - 開設。
- 2018年 - 10月、スマイルリゾート(新潟県湯沢町)が、本スキー場の運営会社、信州綜合開発観光株式会社の株式の大半をニチコンから取得、子会社化したと発表[2]。スマイルリゾートはホテル・リゾート運営を行うホスピタリティパートナーズグループの子会社であり、新潟県で5か所のスキー場を運営している。スマイルリゾートはグループスキー場間での連携・合宿誘致などによる集客強化を行っていくとしている。
- 2020年 - 2019-2020シーズンまではwebサイト等で本スキー場はスマイルリゾートグループと表記されていたが、2020-2021シーズンから「提携スキー場」という表記に変わっており、経営に何らかの変化があったものと思われる。

## 交通
- JR東日本中央本線茅野駅からアルピコ交通バス
- 中央自動車道諏訪ICから28km
- 上信越自動車道佐久ICから40km

駐車場1500台完備